# Catherine Wiley

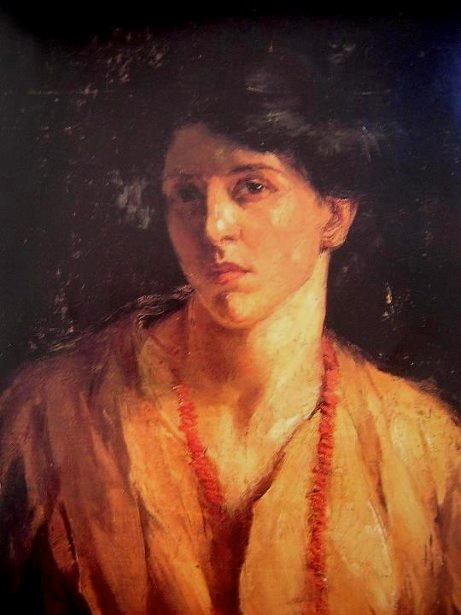
Catherine Wiley - Selfportrait

Anna Catherine Wiley (18 de enero de 1879-16 de mayo de 1958) fue una pintora estadounidense activa principalmente a principios del siglo XX. Después de formarse en la Art Students League de Nueva York y recibir instrucción de artistas como Lloyd Branson y Frank DuMond, Wiley pintó una serie de obras impresionistas que ganaron numerosos premios en exposiciones en el sur de los Estados Unidos y desde entonces se han exhibido en museos como el Museo Metropolitano de Arte y el Museo de Arte Morris. En 1926, Wiley fue institucionalizada en un sanatorio después de sufrir un colapso mental y nunca volvió a pintar.

## Vida
Wiley nació en Coal Creek, Tennessee (actual Rocky Top), hija de Edwin Floyd Wiley y Mary McAdoo. Era nieta del destacado abogado y empresario William Gibbs McAdoo, Sr., y sobrina del secretario del Tesoro de los EE. UU. William Gibbs McAdoo, Jr. Su padre trabajaba en la industria minera del carbón, pero en 1882 la familia se trasladó a Knoxville (su casa en Laurel Avenue sigue en pie).

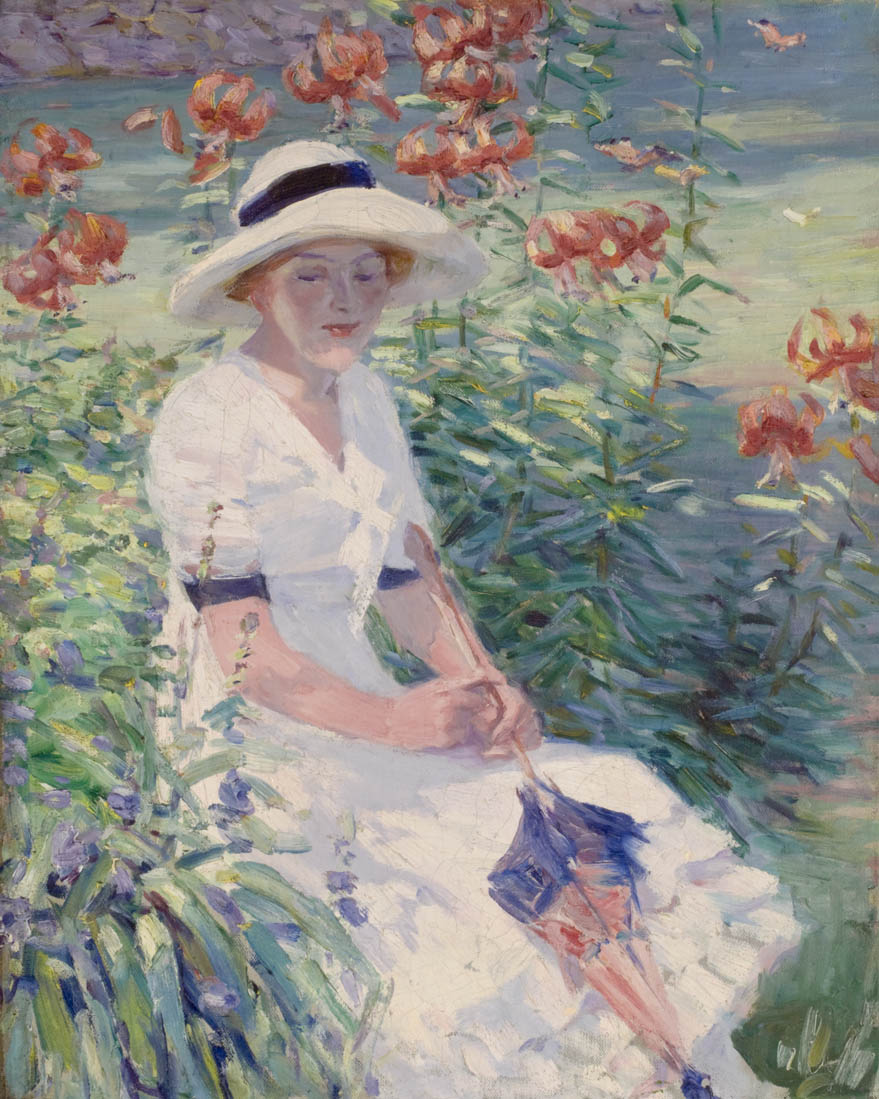
Dama con sombrilla (1915)

A mediados de la década de 1890, Wiley asistió a la Universidad de Tennessee, donde obtuvo reconocimiento inicial por algunas ilustraciones que había hecho para el anuario de la escuela. Se trasladó a Nueva York en 1903 para estudiar con la Art Students League y recibió una amplia instrucción del impresionista Frank DuMond (1865 – 1951). Su época en Nueva York la expuso al conocimiento de una gran variedad de artistas y movimientos artísticos, a saber, la escuela Ash Can, la escuela francesa Barbizon y las obras del impresionista William Merritt Chase, todos los cuales influyeron en su obra posterior.
En 1905, después de una breve estancia en la Escuela de Arte de Nueva York de Chase, Wiley regresó a Knoxville para enseñar arte en la Universidad de Tennessee. Continuó recibiendo instrucción del pintor de Knoxville, Lloyd Branson, y rápidamente se convirtió en una figura destacada en el círculo artístico de la ciudad. En 1910, Wiley ganó el premio a la "Colección más meritoria" en la Exposición de los Apalaches de Knoxville y presidió el Departamento de Bellas Artes de la Exposición Nacional de Conservación de 1913 en la ciudad. En los años siguientes, Wiley ganó el premio a la mejor pintora en varias exposiciones regionales, y su obra se expuso en la Academia Nacional de Diseño, la Academia de Bellas Artes de Pensilvania y el Museo de Arte de Cincinnati, entre otros lugares.
Tras la muerte de su padre (en 1919) y de Branson (en 1925), Wiley sufrió un colapso mental del que nunca se recuperó y estuvo internada hasta su muerte en 1958. Está enterrada en el cementerio Old Grey de Knoxville. La hermana de Wiley, Eleanor McAdoo Wiley (1876 – 1977), también fue una destacada artista regional.
En enero de 2012, una pintura sin título de 1913 de Wiley se vendió por 107.000 dólares en una subasta en Knoxville. La pintura fue comprada por el Museo de Arte de Knoxville. En noviembre de 2012, el Museo de Arte de Knoxville y la Colección Histórica Calvin M. McClung del condado de Knox juntaron sus recursos para comprar otra pintura de Wiley, titulada "Morning Milking Time", por 77.000 dólares.

## Obras

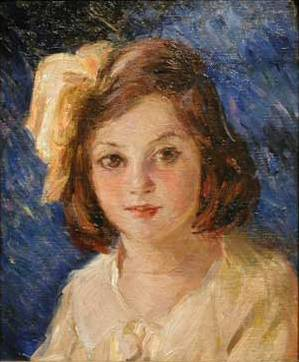
Retrato de Catharine Gaut Burton (hacia 1914)

Wiley ha sido descrita como la "impresionista destacada" de Knoxville. Como muchos impresionistas durante este período, fue influenciada por la obra del pintor francés Édouard Manet. Sus obras más conocidas tienden a representar mujeres en interiores, y se caracterizan por colores vivos y pinceladas sueltas. Su estilo derivó hacia el impresionismo abstracto más adelante en su carrera.
La colección histórica Calvin M. McClung (una división del sistema de bibliotecas públicas del condado de Knox) posee la colección más grande de obras de Wiley, con más de tres docenas de pinturas, alrededor de una docena de dibujos y sus álbumes de recortes. Varias de las pinturas de la Colección McClung están en exposición en el Centro de Historia del Este de Tennessee en Knoxville. El Museo de Arte de Knoxville posee tres pinturas y cuatro dibujos de Wiley. La obra de Wiley se ha exhibido en varios museos de todo el país, incluido el Museo de Arte Metropolitano de Nueva York, el Museo de Arte Morris en Augusta, Georgia, la Galería Renaissance de Charleston y el Museo de Arte de Greenville en Greenville, Carolina del Sur.

### Lista de obras seleccionadas
- Madre de la artista ante una ventana (nd )
- Pajares (nd)
- Paisaje con mirador (nd )
- Chica de azul (1907)
- Estanque de sauces (1914)
- Una tarde soleada (c. 1915)
- Mañana (1921)  Archivado el 28 de julio de 2011 en Wayback Machine.
- Paisaje de Tennessee (c. 1921)
- Por el cenador (1923)